# Пономаренко Володимир (художник)
Володимир Пономаре́нко (нар. 1933, Поділля) — аргентинський та американський живописець українського походження; член Об'єднання аргентинських митців з 1954 року.

## Життєпис
Народився у 1933 році на Поділлі (нині Україна). Наприкінці Другої світової війни разом з батьками переїхав до Австрії, де у місті Інсбруці здобув початкову мистецьку освіту.
1949 року виїхав до Аргентини, де продовжив навчання. Мешкав у Буенос-Айресі. З 1961 року — у Сполучених Штатах Америки, осів у штаті Нью-Джерсі.

## Творчість
Працював у галузі станкового живопису, проявив себе у гравіруванні та з 1958 року в скульптурі. Малювати почав спершу аквареллю, згодом також темперою та олійними фарбами. У стилі експресіонізму створював пейзажі з надзвичайними явищами природи, композиції. Серед робіт:
- «Невідомий шлях»;
- «Поворот»;
- «Тіні мовчанки»;
- «Рух хвиль»;
- «Мряка спадає»;
- «Після бурі»;
- «Падіння метеора»;
- «Перетворення хмар»;
- «Ідилія»;
- «Життя»;
- «Тягар життя»;
- «Місто»;
- «Забуті городи»;
- «Міст проти сонця»;
- «Полковник»;
- «Анонімний герой».

Постійно брав участь у художніх виставках Об'єднання митців-українців в Америці. Персональні виставки відбулися в Буенос-Айресі у 1959 році в галереї Певзер та у галереї «Лібертад».